# Слоновська сільська рада
Сло́новська сільська рада (рос. Слоновский сельский совет) — сільське поселення у складі Шарлицького району Оренбурзької області Росії.
Адміністративний центр — село Слоновка.

## Населення
Населення — 373 особи (2019; 520 в 2010, 743 у 2002).

## Склад
До складу сільської ради входять:
| Населений пункт | Населення, осіб (2002) | Населення, осіб (2010) |
| --------------- | ---------------------- | ---------------------- |
| Покровка, село  | 329                    | 228                    |
| Слоновка, село  | 414                    | 292                    |